# ناحیه اورومیا

نقشه از مناطق و ناحیه‌های اتیوپی

ناحیه اورومیا (اورومو: Godina Oromiyaa؛ امهری: ኦሮሚያ ዞን) ناحیه‌ای در منطقه امهارا در اتیوپی است. اورومیا محل سکونت مردم اورومو است. کمیسه مرکز اداری منطقه است. شهرهای دیگر شامل باتی است.